# Šilopaj
Šilopaj (serbisch-kyrillisch Шилопај) ist ein Dorf in Zentralserbien.

## Geographie
Šilopaj liegt in der Opština Gornji Milanovac, im Okrug Moravica im zentralen Zentralserbien, in der historischen Region Takovski kraj.
Das Dorf befindet sich in einem Tal im unteren Teil des Gebirges Rudnik.
Šilopaj liegt etwa 10,5 km nordöstlich der Gemeindehauptstadt Gornji Milanovac und rund 80 km südlich der serbischen Hauptstadt Belgrad.

### Gewässer
Šilopaj liegt an den Ufern des Flusses Grnčarica (auch als Šilopajska Reka bekannt), der unterhalb des Hügels Tripovac entspringt, durch die Dorfmitte von Süden nach Norden fließt und in den Fluss Cerovačka Reka in der Ebene Šilopajsko Polje unterhalb des Hügels Ciganka mündet.
Neben vielen kleineren Quellen, um die sich die Häuser gruppieren, sind die wichtigsten Quellläufe: die Barjaktarica und die Quelle im Weiler Lipa.

### Hügel
An der Süd- und Südwestseite des Dorfes verläuft das Hauptgebirge Rudnik, das nach Westen weiter verläuft. Von diesem Gebirgszug, nämlich über die Hügel Tripovac und Lipa, steigen die Hügel mit einer leichten Hangneigung in der Nähe des Weilers Grnčarica zum Šilopajsko Polje ab.
An den Seiten dieser beiden Hügel und an ihren Hängen stehen verstreut die Dorfhäuser. Auf der Nord- und Nordostseite des Dorfes gibt es eine Vielzahl kleinerer Hügel, die in Richtung der Nachbardörfer Davidovica und Cerova das Šilopajsko Polje schließen.
Im Süden des Dorfgebiets wächst ein hauptsächlich aus Buchen bestehender größerer Wald, namens Šilopajska Šuma. Früher diente der Wald dem ganzen Dorf als gemeinsame Beweidungsmöglichkeit. Daneben existieren auf dem Dorfgebiet noch weitere kleinere Wälder.

### Šilopajsko Polje
Im Unterlauf und an der Mündung der Grnčarica breitet sich nach allen Seiten ein rundes, fruchtbares und flaches Feld aus, das an seinen Rändern von kleineren und größeren Hügelketten begrenzt ist. In der Mitte der Feldebene erhebt sich der Hügel Ciganka.

### Felder
Ein kleiner Teil des Ackerlandes befindet sich zwischen den Häusergruppen, der weitaus größere Teil der Felder befindet sich im Šilopajsko Polje. Die Erde ist von guter Fruchtbarkeit. Die größten Felder befinden sich unterhalb der Hügel Lipa und Tripovac, wo hauptsächlich Hafer gesät wird. Auch werden im Dorf Birnen, Himbeeren und Brombeeren angebaut.

## Bevölkerung
Šilopaj ist eine Streusiedlung und besteht aus den drei Dorfteilen (Weilern): Lipa (am namensgleichen Hügel und seinen Hängen), Sredina Sela und Grnčarica (an den Seiten und Hängen des Hügels Tripovac). Der erste Weiler ist durch die Grnčarica von den anderen getrennt, und die anderen beiden trennt ein kleines Tieftal.
Der Ort hatte bei der Volkszählung von 2011 85 Einwohner, während es 2002 135 Einwohner waren. Bereits seit dem Ende des Zweiten Weltkriegs fällt die Einwohnerzahl des Dorfes immer weiter nach unten. Die Bevölkerung in Šilopaj stellen Serben.

### Demographie
| Jahr | Einwohnerzahl |
| ---- | ------------- |
| 1948 | 505           |
| 1953 | 496           |
| 1961 | 444           |
| 1971 | 368           |
| 1981 | 294           |
| 1991 | 203           |
| 2002 | 135           |
| 2011 | 85            |

## Geschichte
Das Dorf ist alt, es gibt aber keine Legende über den Erhalt des Dorfnamens. Im Jahre 1905 gab es im Ort 52 Häuser, davon 25 im Weiler Lipa, 16 im Weiler Sredina Sela und 11 im Weiler Grnčarica.
In Šilopaj stehen drei Krajputaši, einer nahe der Dorfkirche stammt aus der ersten Hälfte des 19. Jahrhunderts und zwei stehen zur Erinnerung an einen Vater und Sohn, die im Ersten Weltkrieg fielen. Im Dorfzentrum am Haus der lokalen Gemeinschaft befindet sich eine Gedenkplatte für die im Zweiten Weltkrieg gefallenen Tito-Partisanen der Gegend.
Seit 2015 findet hier die in der Gegend bekannte touristische und wirtschaftliche Veranstaltung Dani šilopajske panorame („Tage des Šilopajer Panoramas“) statt.

## Religion
Die Bevölkerung von Šilopaj bekennt sich zur Serbisch-orthodoxen Kirche. Im Dorf steht die sehenswerte von 1936 bis 1939 erbaute Serbisch-orthodoxe Kirche Hl. Nikolaus, geweiht dem Hl. Nikolaus von Myra.
Die Kirche ist die Pfarrkirche der Pfarrei Šilopaj im Dekanat Takovo der Eparchie Žiča der Serbisch-orthodoxen Kirche.

## Infrastruktur
Das Dorf ist Sitz der lokalen Gemeinschaft (Mesna zajednica) Šilopaj, zu der auch die drei Nachbardörfer Davidovica, Cerova und Kriva Reka gehören.
Im Dorf steht die Grundschule Takovski ustanak, eine Dorfambulanz des Gesundheitszentrums von Gornji Milanovac und eine tierärztliche Ambulanz. Auch existiert im Ort der Fußballverein FK Šilopaj.

## Persönlichkeiten
- Ljuba Saračević, Belgrader Industrieller und Kaufmann (gebürtig aus Šilopaj)
- Petar Pit Romčević, amerikanischer Autorennfahrer (gebürtig aus Šilopaj)

## Galerie

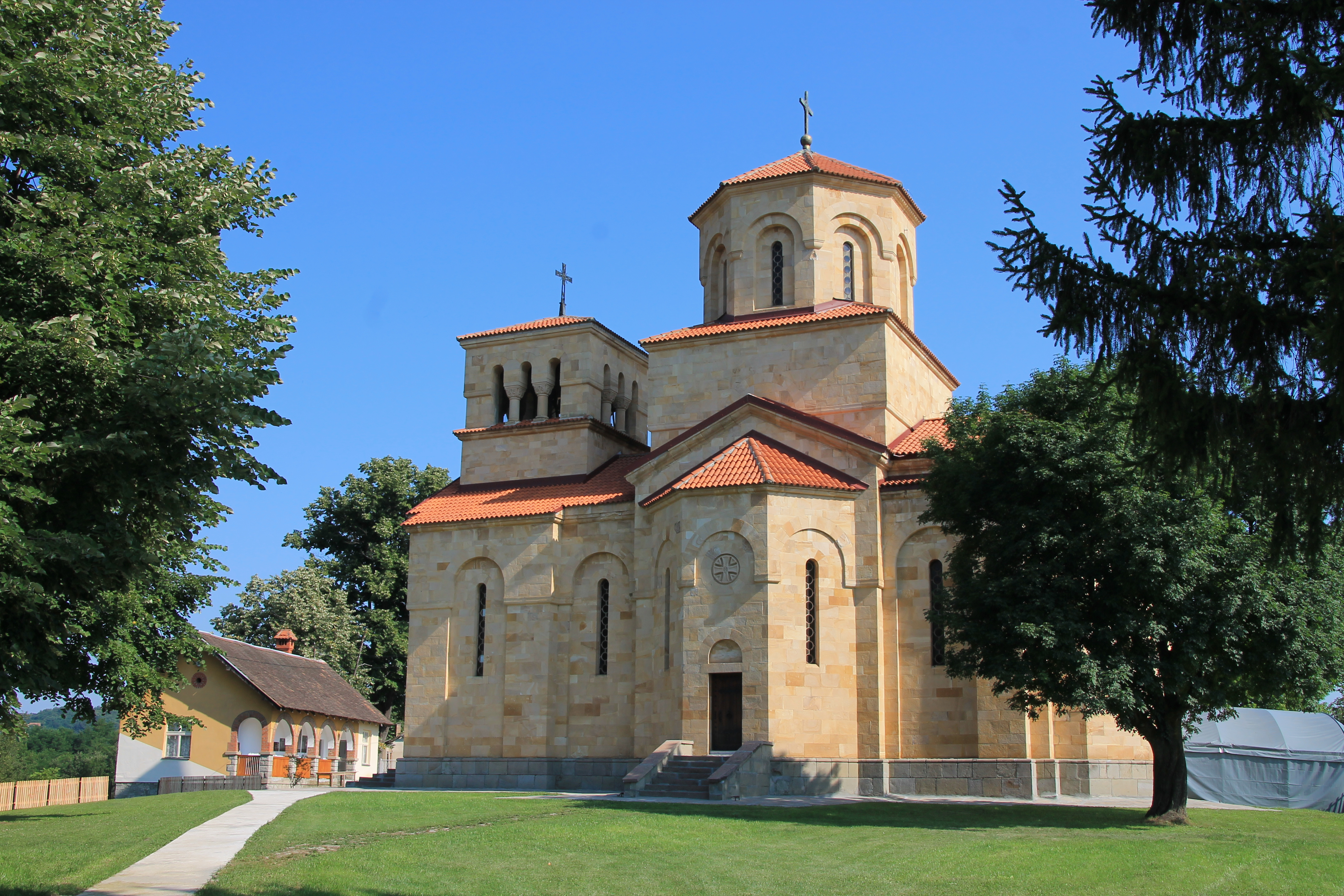
Die Kirche Hl. Nikolaus
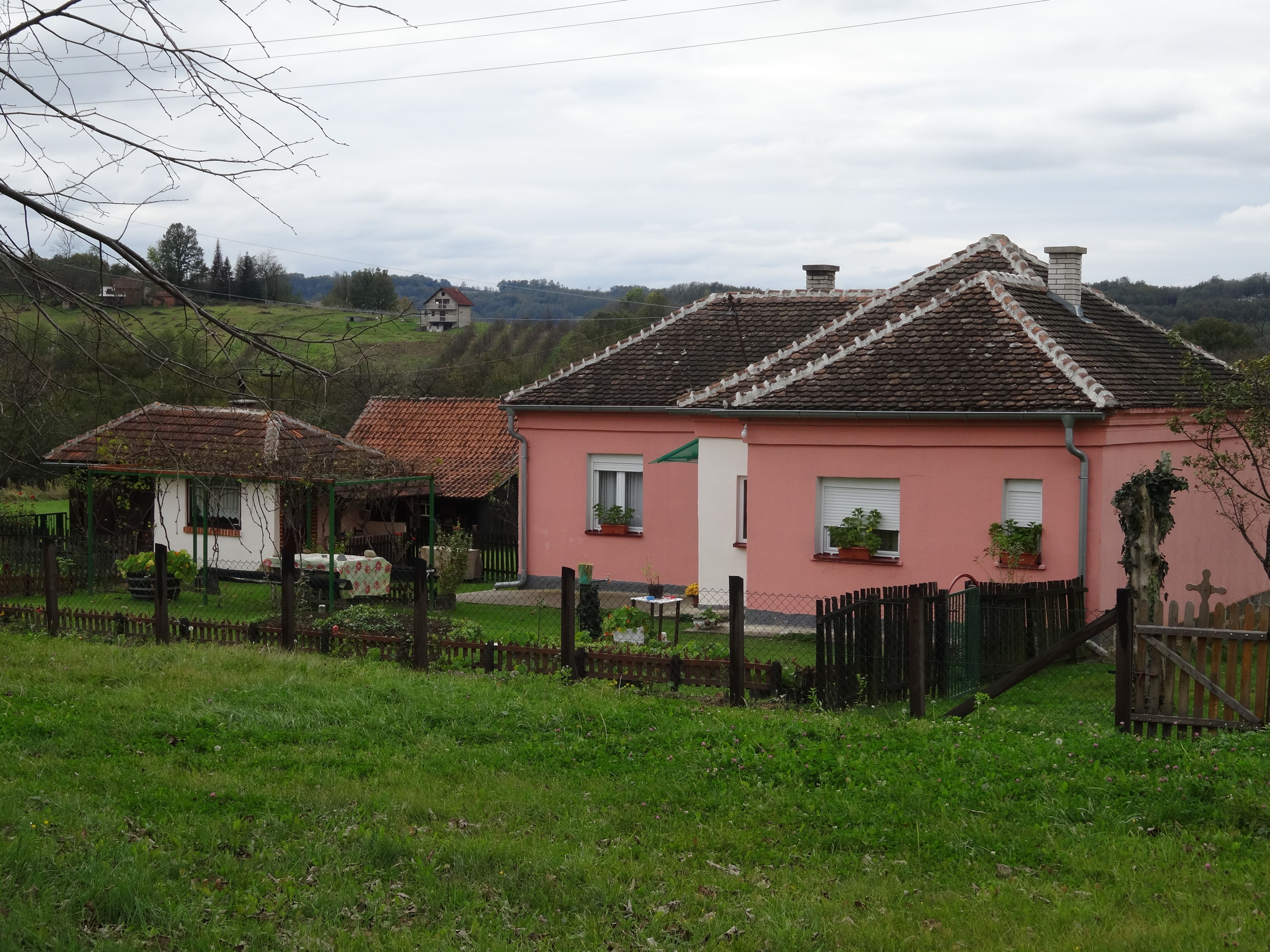
Häuser im Dorf
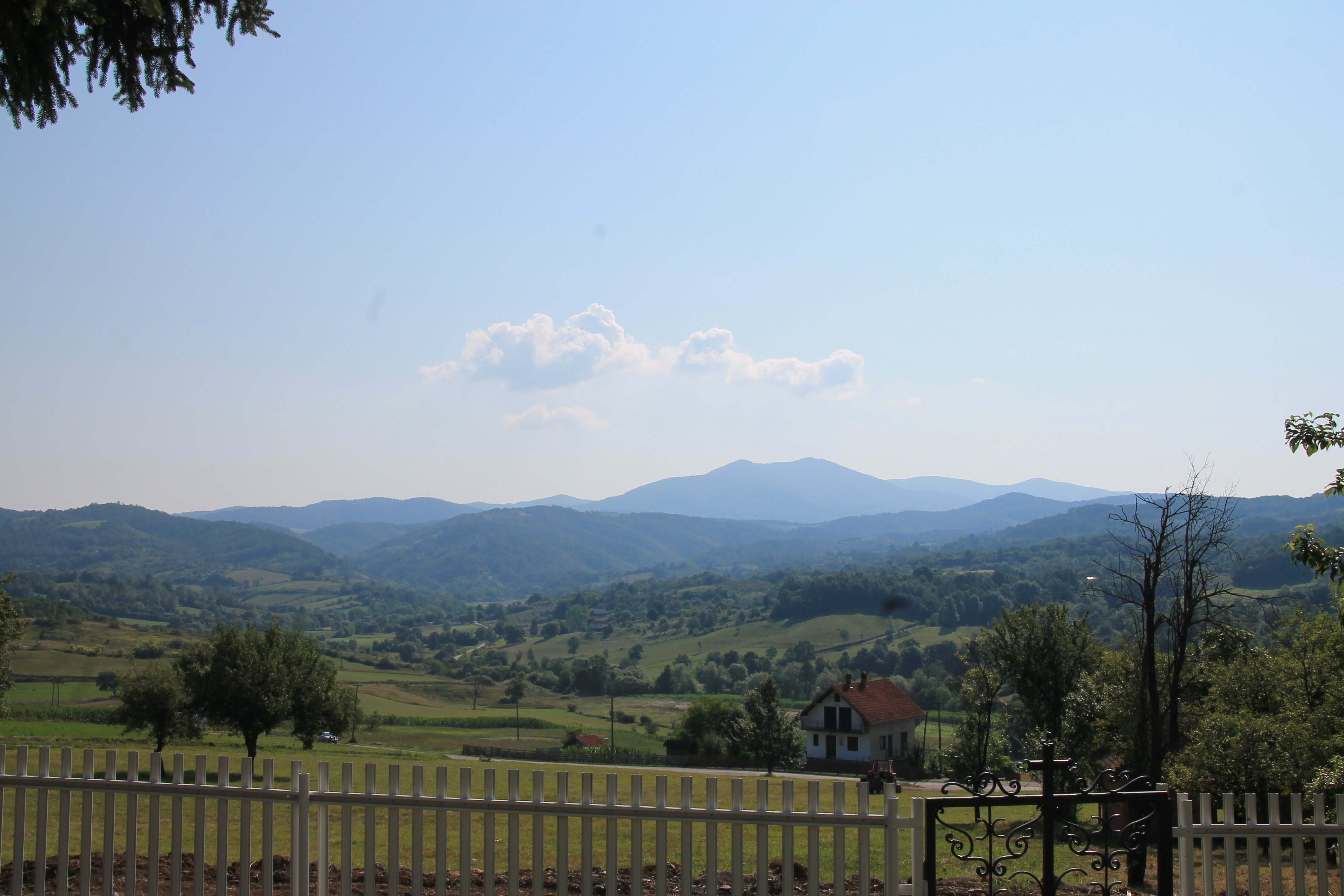
Landschaftspanorama
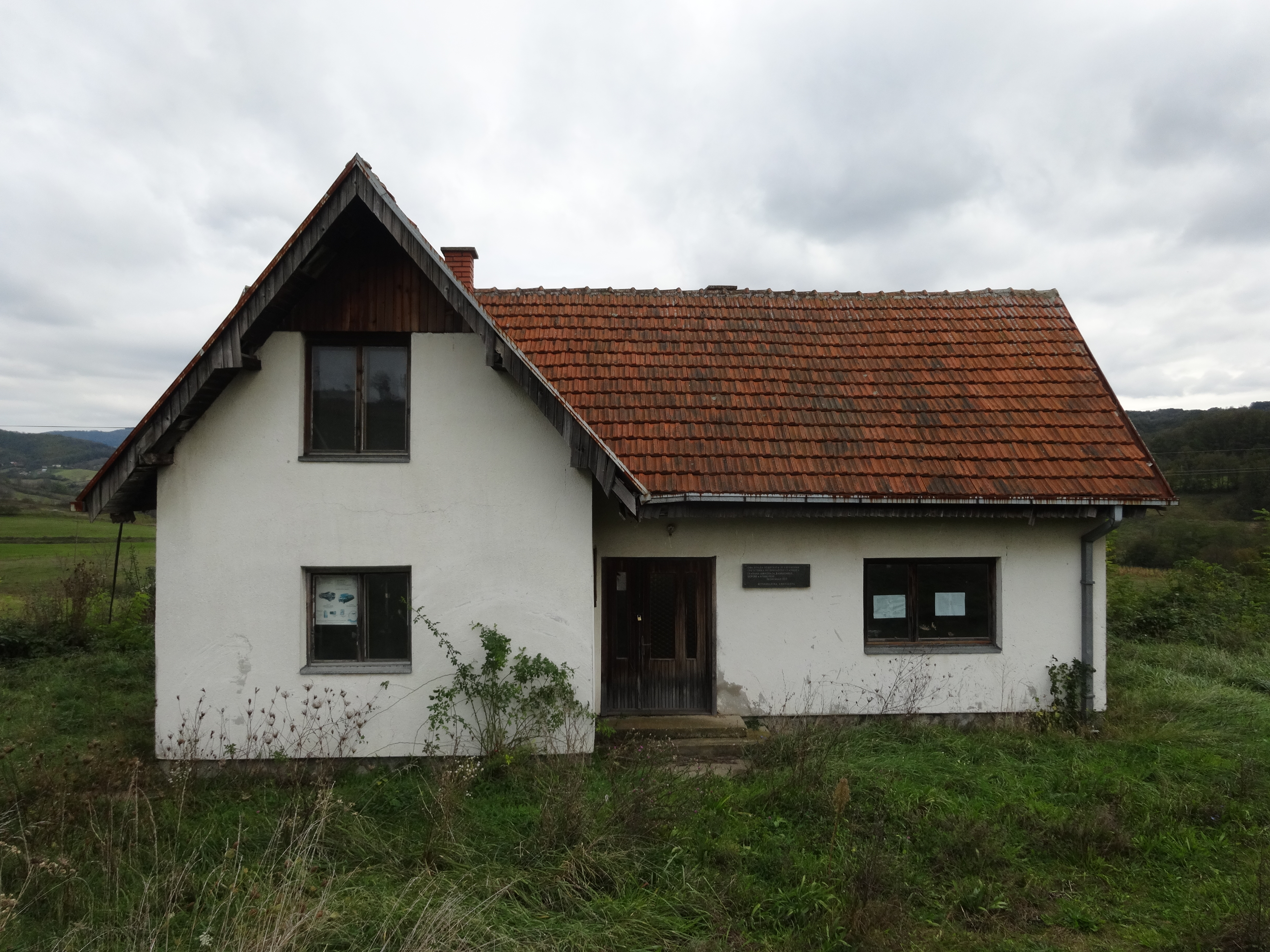
Die tierärztliche Ambulanz
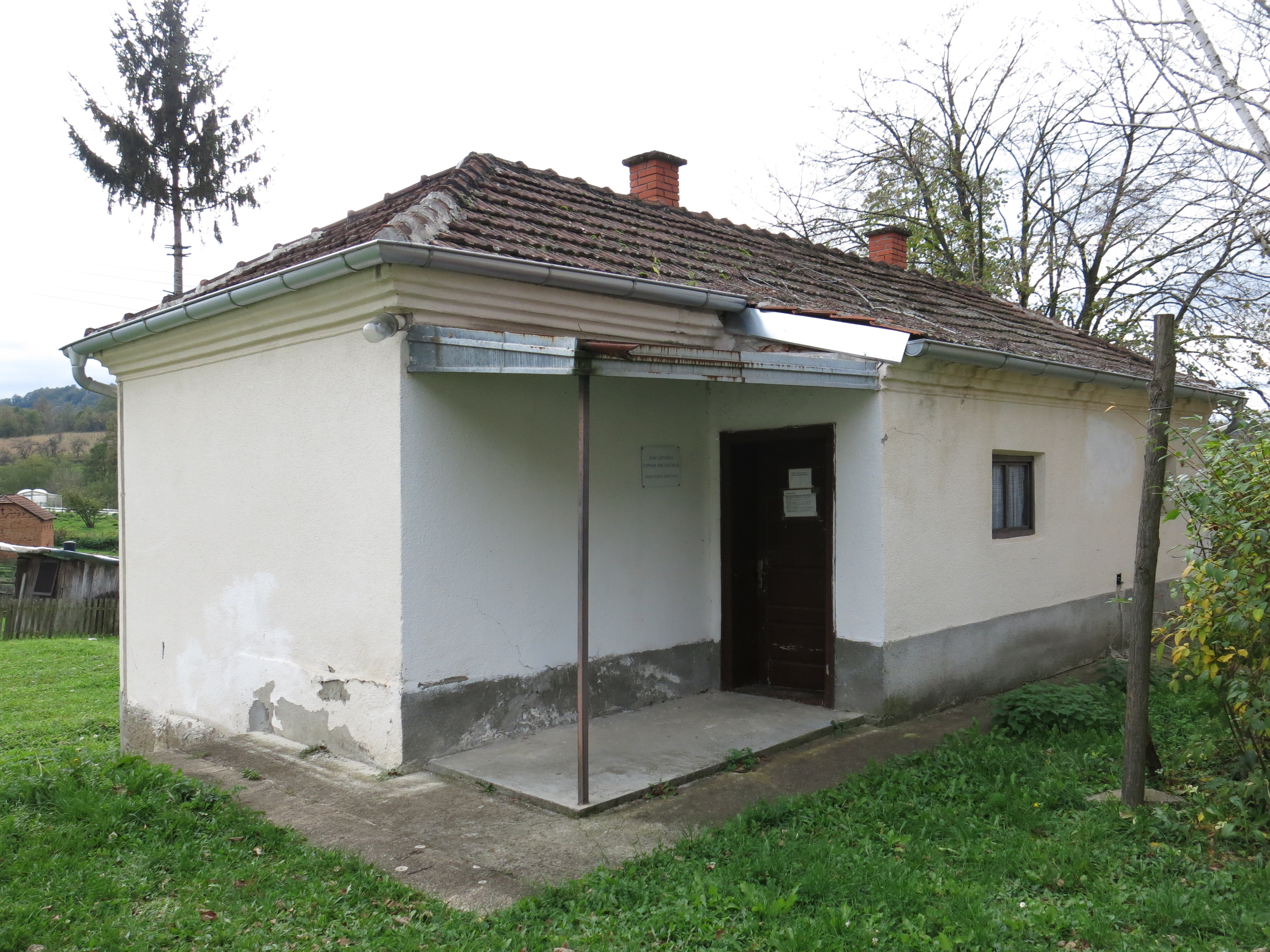
Die Dorfambulanz
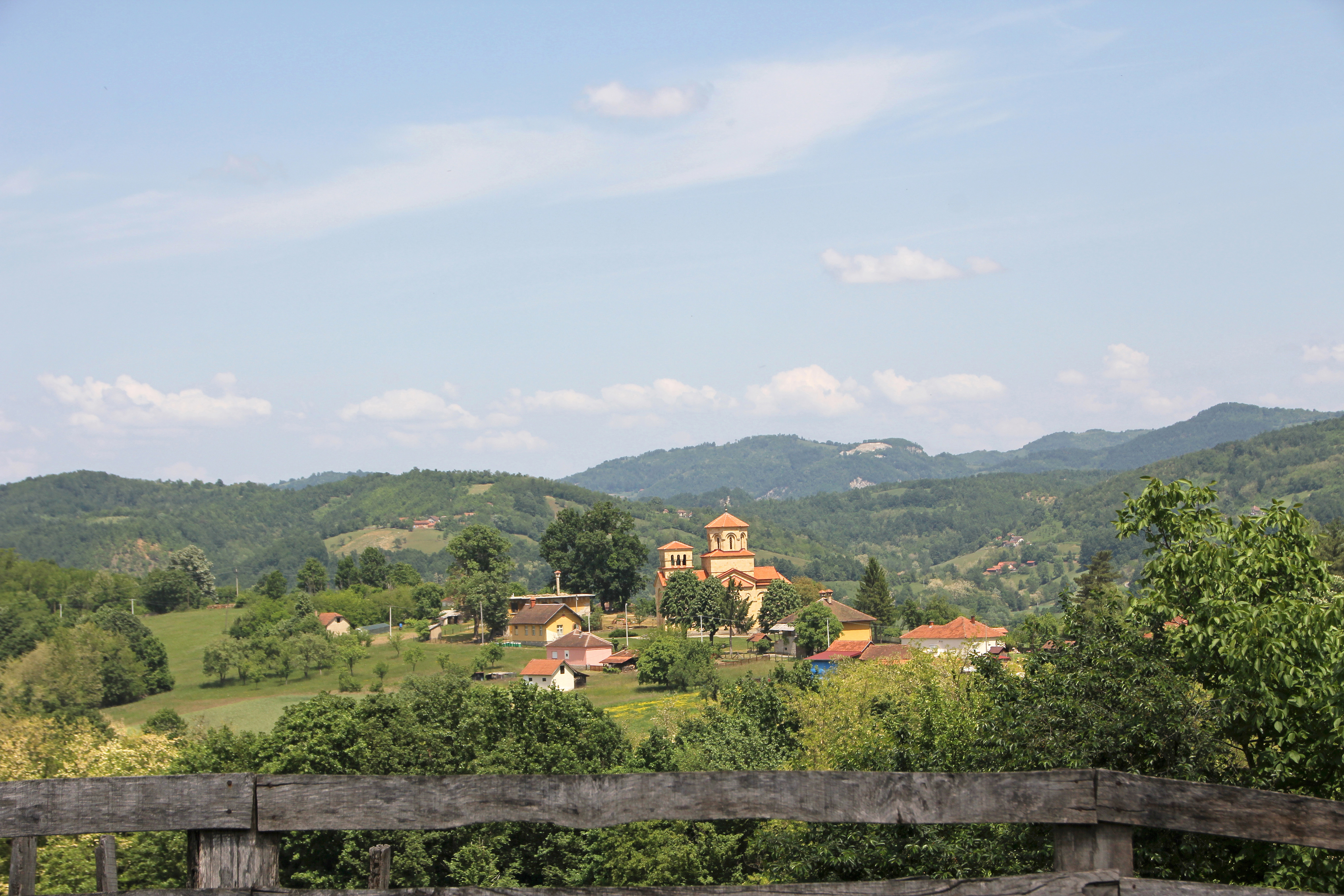
Blick auf die Kirche und Umgebung
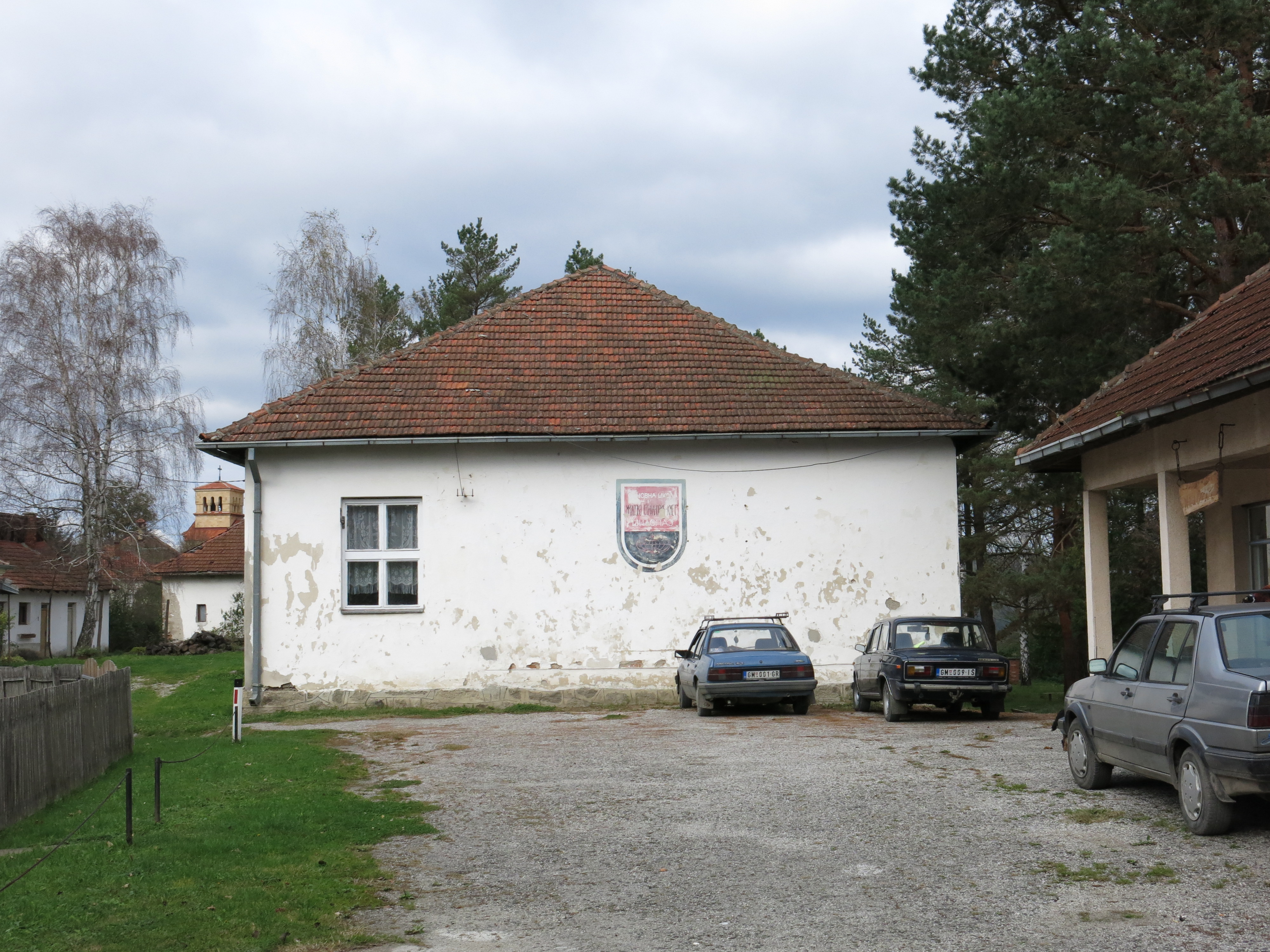
Das Haus der Mesna zajednica im Dorfzentrum
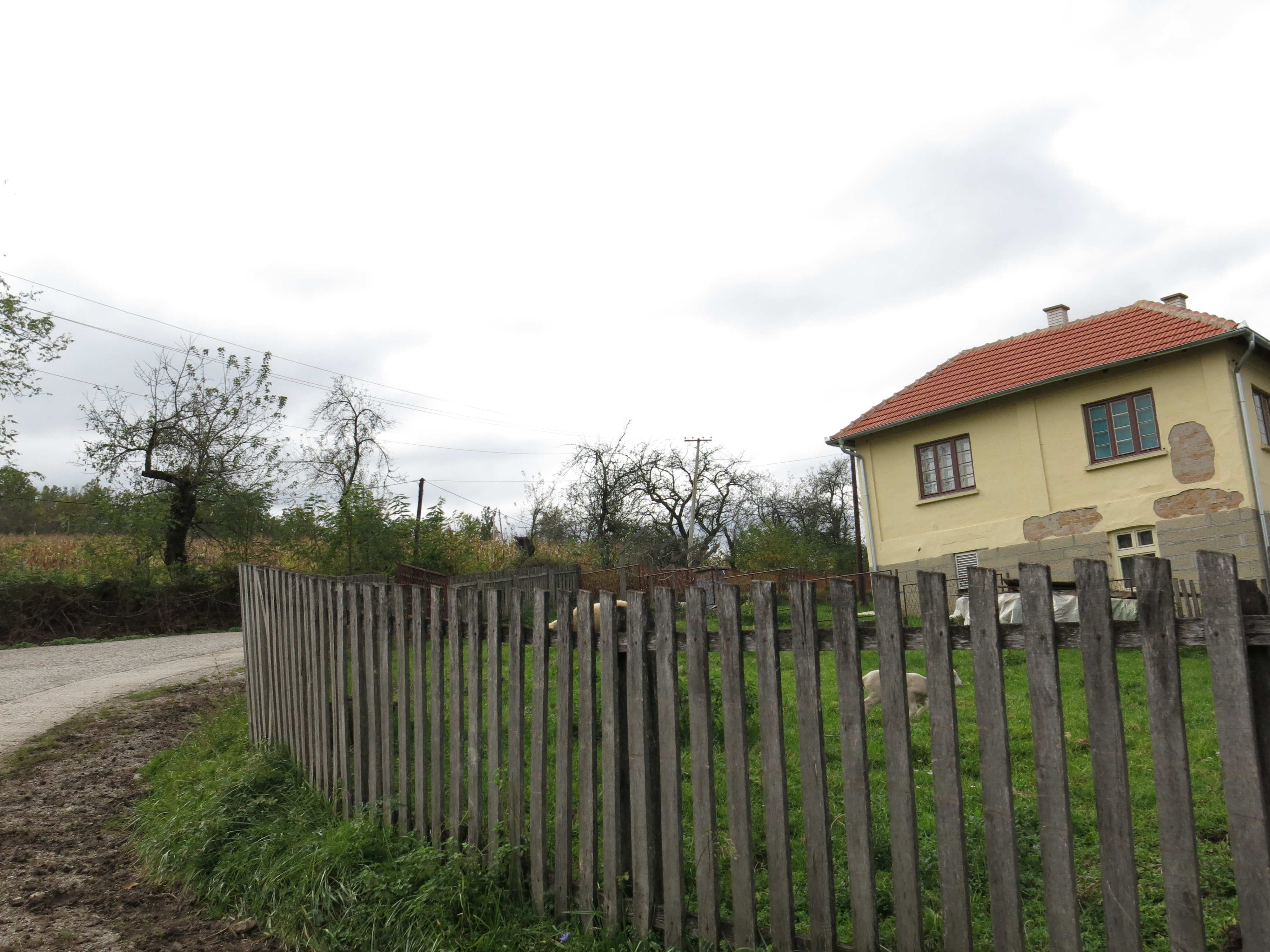
Altes Haus im Ort

## Belege
- Artikel über das Dorf auf der Seite www.poreklo.rs, (serbisch)
- Artikel über die Manifestation Dani šilopajske panorame auf der Seite der Opština Gornji Milanovac, (serbisch)
- „Књига 9“. Становништво, упоредни преглед броја становника 1948, 1953, 1961, 1971, 1981, 1991, 2002, подаци по насељима. webrzs.stat.gov.rs. Београд: Републички завод за статистику. мај 2004. ISBN 86-84433-14-9.
- „Књига 1“. Становништво, национална или етничка припадност, подаци по насељима. webrzs.stat.gov.rs. Београд: Републички завод за статистику. фебруар 2003. ISBN 86-84433-00-9.
- „Књига 2“. Становништво, пол и старост, подаци по насељима. webrzs.stat.gov.rs. Београд: Републички завод за статистику. фебруар 2003. ISBN 86-84433-01-7.